# Lavardac
Lavardac ist eine Gemeinde mit 2297 Einwohnern (Stand 1. Januar 2022) in Frankreich im Département Lot-et-Garonne in der Region Nouvelle-Aquitaine.

## Geografie
Die Stadt liegt am Ufer des Flusses Baïse, an der Einmündung seines linken Nebenflusses Gélise. Lavardac liegt im Weinbaugebiet Buzet.

## Geschichte
- In gallo-römischer Zeit war hier ein römisches Militärlager an der Ténarèze, einer Straße zwischen der Garonne und den Pyrenäen.
- 1268 wurde Lavardac als Bastide von Alfons von Poitiers gegründet.
- Nacheinander von französischen und englischen Baronen regiert, wurde Lavardac belagert und 1621 vom Herzog von Mayenne während der Religionskriege verwüstet.
- Durch den blühenden Hafen war Lavardac vom 15.–19. Jahrhundert Sitz der Schifffahrtsgesellschaften auf der Baïse, die den Transport der Waren nach Bordeaux sicherstellten.

## Bevölkerungsentwicklung
| Jahr          | 1962 | 1968 | 1975 | 1982 | 1990 | 1999 | 2007 | 2017 |
| Einwohner     | 2297 | 2376 | 2532 | 2573 | 2454 | 2261 | 2316 | 2260 |
| Quelle: INSEE |      |      |      |      |      |      |      |      |

## Sehenswürdigkeiten
- Bastide aus dem 13. Jahrhundert.
- Romanische Kirche aus dem 12. Jahrhundert.

## Belege
1. ↑  Lavardac auf INSEE